# Танагра синьоброва
Тана́гра синьоброва (Tangara cyanotis) — вид горобцеподібних птахів родини саякових (Thraupidae). Мешкає в Андах.

## Підвиди
Виділяють два підвиди:

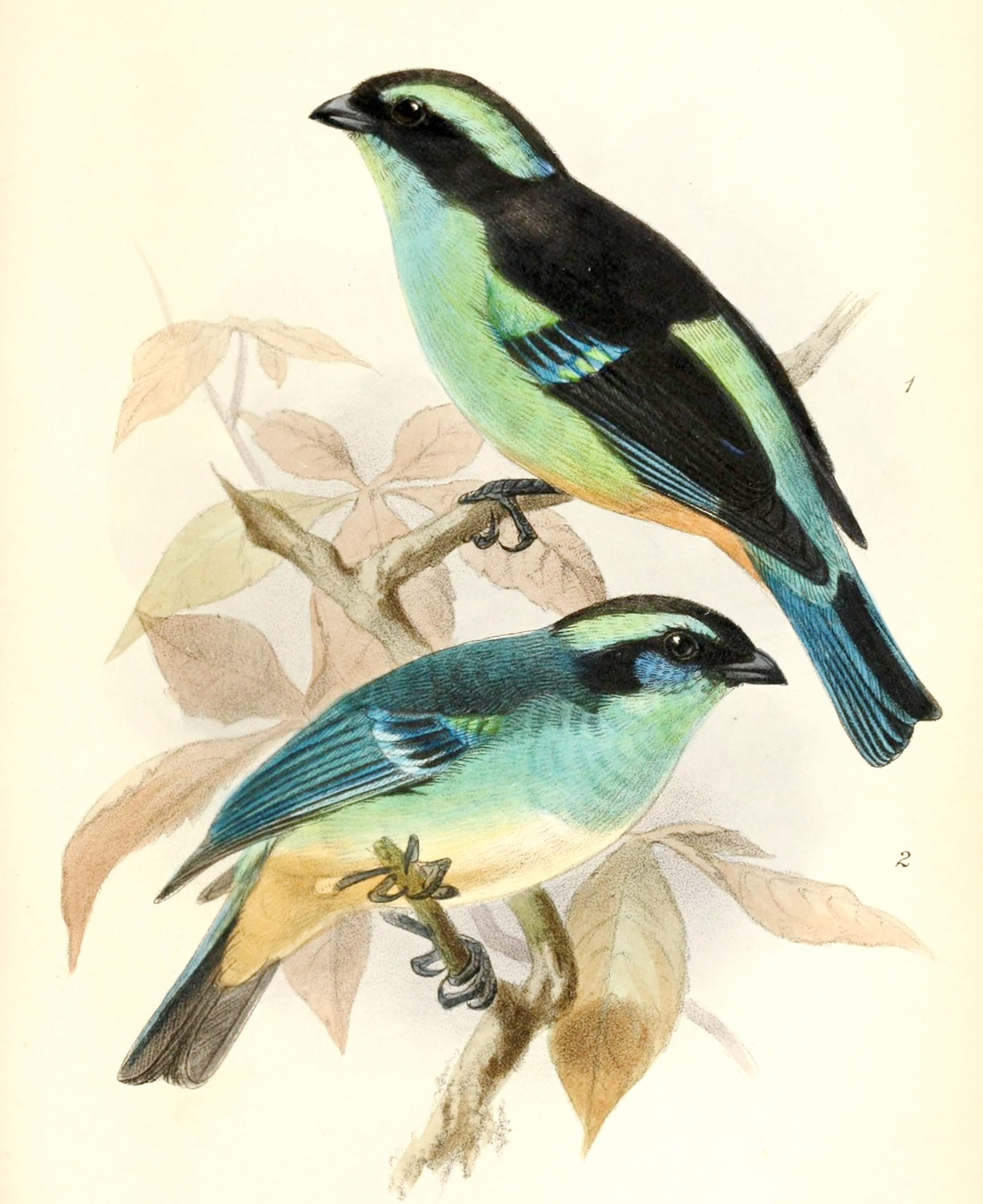
Синьоброві танагри

- T. c. lutleyi Hellmayr, 1917 — Анди в Колумбії (на південь від Уїли), Еквадорі і Перу;
- T. c. cyanotis (Sclater, PL, 1858) — Болівійська Юнга[en].

## Поширення і екологія
Синьоброві танагри мешкають в Колумбії, Еквадорі, Перу і Болівії. Вони живуть у вологих гірських тропічних лісах і на узліссях, на висоті від 1250 до 2200 м над рівнем моря. Живляться комахами, павуками та іншими безхребетними.